# オーチョ・リオス
オーチョ・リオス(Ocho Rios)は、ジャマイカの北の海岸、セント・アン教区に位置する街。スキューバ・ダイビングや他の水上スポーツでよく知られた観光地である。町の名は、スペイン語で「8つの川」を意味する。オーチョ・リオスは観光地になる前は、さびれた漁村だったが、現在ではジャマイカの観光産業においてモンテゴ・ベイに次いで重要な街となった。
クルーズ客船とダンズ・リバー・フォール（Dunn's River Falls）でも有名。

## 姉妹都市
- オークランド
- ダラス